# 阪神プロテック
株式会社阪神プロテック（はんしんぷろてっく）は、兵庫県神戸市中央区に本社を構える警備業者。

## 概要
イベント警備を主力としており、また身辺警護にも強みを持ち、エイベックス等の所属タレントのボディーガード業務も得意とし、芸能関係に信頼がある。ただし、現在兵庫県外には営業拠点を持っていない。
阪神電気鉄道など阪急阪神東宝グループとは資本・人的関連はない。阪神電鉄の住宅部門でのみ取引があり、旧阪急系企業とは取引関係はない。

## 沿革
- 1998年5月 姫路市で創業。
- 1998年6月 有限会社阪神プロテックとして法人化。
- 1999年7月 神戸営業所を新設。
- 2001年3月 大阪営業所を新設。
- 2001年10月 本社を神戸市に移転。
- 2001年11月 株式会社阪神プロテックに改組。
- 2003年4月 大阪営業所を支社に格上げ。
- 2004年3月 広島営業所を新設。
- 2004年11月 2005年国際博覧会（愛・地球博）開始に伴い、名古屋営業所を新設。
- 2007年3月 愛・地球博終了に伴い、名古屋営業所を閉鎖。
- 2008年3月 グループ会社との業務統合により大阪支社を閉鎖。
- 2009年7月　広島営業所閉鎖。